# Церковь Благовещения Пресвятой Богородицы (Одоев)
Церковь Благовещения Пресвятой Богородицы — бывший православный храм в посёлке городского типа Одоев Тульской области, в здании которого располагается Музей ремесёл. Здание находится на углу улиц Ленина (бывшая Крапивенская) и Октябрьской (бывшая Белёвская).

## Описание
В письменных источниках церковь упоминается за 1616 год в «Одоевской дозорной книге поместных и вотчинных земель письма и дозора Ивана Шулепова и подъячего Ивана Федотьева», где описаны городовые укрепления Одоева и сказано: «Да к тому же городу два острога. Острог Меньшой, косой, … Да в том же Меньшом остроге Соборная церковь Благовещение Пречистыя Богородицы, древяна, клетцки, да предел Архангела Михаила, что вынесен из города».
По преданию храм был построен одоевскими князьями и назван собором. В 1776 году на средства одоевских купцов Алексея Остроухова и Ивана Бочарова в километре южнее деревянного был построен каменный храм. В 1816 году построили каменную колокольню (не сохранилась) и два тёплых придела: северный во имя Успения Пресвятой Богородицы, южный — Всех Святых. В 1836 году около церкви построили каменную часовню и территорию обнесли каменной оградой. Первоначально соборная церковь была безприходной. Приход образовался около 1880 года из части прихожан города. В начале XX века на месте старого каменного храма было построено новое здание церкви Благовещения Пресвятой Богородицы.
Церковь закрыли в послереволюционное советское время, были разрушены завершения и колокольня. В последующие годы здание в здании размещалась дизельная электростанция, для чего был надстроен второй этаж, а к фасаду пристроена водонапорная башня.
В 2019 году здание было передано под создание нового музейного пространства, в результате чего в последующие годы была произведена реставрация бывшей церкви: восстановлен кирпичный орнамент, лепнина, обрамляющая окна, появились кованые элементы козырька над входом. На первом этаже планировалось появление музейного пространства для временных выставок современного искусства и концертный зал на 100 мест, второй этаж должен был быть оборудован под Одоевский краеведческий музей, а на бывшей водонапорной башне стала бы смотровой площадкой.
В процессе реставрации концепция использования здания поменялась, и 5 июня 2023 года в здании открылось межмуниципальное музейно-футуристическое арт-пространство для творческой молодежи «4338», структурного подразделения Объединения центров развития культуры Тульской области. Своё название оно получило в честь футуристического романа Владимира Фёдоровича Одоевского «4338-й год: Петербургские письма». С 5 февраля 2025 года в здании располагается экспозиция одоевского Музея ремесёл.

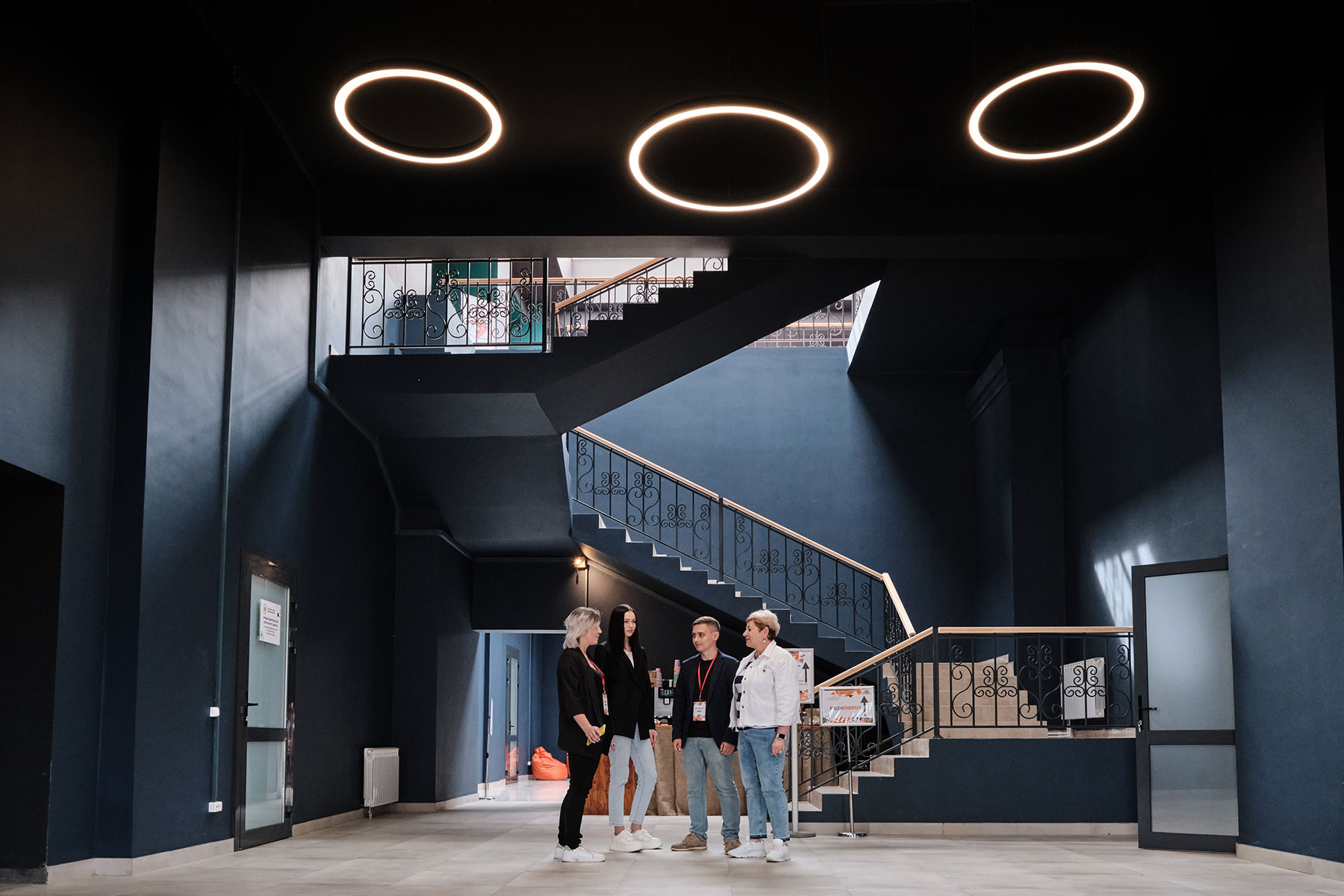
Современный интерьер
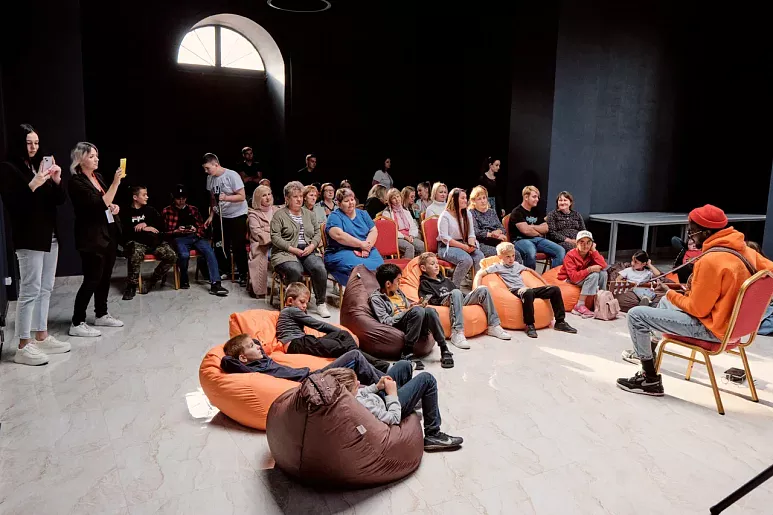
Мероприятие в арт-пространстве «4338»